# آب‌انبار صحرایی نو
آب‌انبار صحرایی نو مربوط به دوره پهلوی است و در مهریز، دشت توده، ۲۰۰ متری جنوب قلعه مهربادین واقع شده و این اثر در تاریخ ۹ اردیبهشت ۱۳۸۲ با شمارهٔ ثبت ۸۵۶۲ به‌عنوان یکی از آثار ملی ایران به ثبت رسیده است.